# 舅父
舅父、又可俗稱為舅舅或舅爹。舅，是中文中親屬關係的稱謂，是指母親的兄弟（maternal uncle），在傳統社會生活中扮演著舉足輕重的角色。他们的妻子则被称为舅母、阿妗或舅妈、舅娘。不過，「舅」可以指妻子的哥哥或弟弟，即妻舅（brother-in-law）。英文中，舅父与叔伯等统称为Uncle。
某些地方，舅父指母親的哥哥，母親的弟弟則稱舅舅。
- 伯公或叔公的兒子＝母親的堂兄弟稱呼堂舅舅
- 堂伯公或堂叔公的兒子＝母親的再從兄弟稱呼再從舅舅
- 姨婆或舅公的兒子＝母親的表兄弟稱呼表舅舅

## 傳統習俗
中国传统习俗上，舅舅是母亲家族的父權代表。他比姨妈（母亲的姐妹）更为亲近、尊贵。漢族傳統中舅舅為大，在對待所有姻親關系中，享有不同地位關系，該權力主要體現在他對母家和外甥家庭重要事務的處理上，民間社會有著「天上天公，地上舅公」，「天上老鷹大，地上舅公大」等諸多說法，其地位和權威可見一斑。在古代不少地方女性懷孕，首先也要報告「外家」（即娘家）的舅舅，在江蘇曾有「向舅舅家送毛米粥」的說法，意思是孩子出生後要向舅舅報告。舅舅也有決定其姐妹是否改嫁的話語權，地位可見一斑，由於舅舅是母亲家族的權力代表，古代因此有不少人是做了舅舅名義而封侯致富，稱為「國舅」；著名者如漢代田蚡，唐代楊國忠都憑此得官。而中國傳統上妾之娘家和夫家沒有姻親關係，因此不論嫡庶，嫡母之兄弟才屬正式的舅舅，若然是庶出也只能私底下稱生母兄弟為舅舅；同樣妾之兄弟，亦非夫之舅子。
山東婚丧等場合中，所有姻親座次上是舅舅需要坐上位，並盡量避免年輕的舅和年老的姑夫姨夫同桌，以符合山東尊老的習俗，如果年齡都差不多，那絕對舅舅是上位。。
山西习俗中，舅舅在婚丧嫁娶及分家这些日常生活的礼仪中占有重要地位。
福建古俗對舅父（以母親方為主）非常尊重，甚至在漳泉州稱做母舅。婚喪禮上母舅是重要人物。民間俗語有“天有天公，地有母舅公”或“天有上帝公（玉皇上帝），地有母舅公”，義為天上最大的是天公（玉皇上帝），人間最大的是母舅。於婚後還有舅父探新房的習俗，男家需饋贈紅包，稱「結衫帶」。探房含義說法不一，一說是娘家對出嫁到夫家的女兒放心不下，給與探望是否安好？同時，還得完成另一項重要任務，就是敦請新娘回娘家會親，邀請岳家做新女婿。。
另外，按照閩南人與客家人的傳統，遇到有女兒將出嫁時，其舅父（以母親方為主）需於大位（排在祖先、雙親之後，有爺奶公婆時順延一位）。於婚嫁時須奉茶或酒水、紅棗和甜貽，而舅父須給予喜錢（即紅包）。而順序是：爺奶公婆、雙親、舅父（如有一位以上，亦同）、伯叔嬸、姑（同舅父），最後是平輩中較長的親屬（堂表兄姐）。基本上皆如此，除非諸長輩皆已過世才能更動。如為公證結婚者，則需於補請宴客時按上述程序走一次，尤以婚嫁方為長女時更需如此，次女以下雖也需要，但較簡便一些。如婚嫁方為男方時，需至女方家中行此大禮。在閩粵地區的客家人中，外甥滿月時要由大舅主持宴席，在席位上，舅舅也必須要坐在「最大」的位置。

## 沒有親屬關係
- 叔叔（伯父）的女兒嫁出去後生的孩子叫（男生）稱呼舅舅
- 女生結婚生的孩子叫（男生）稱呼舅舅
- 老師的女兒嫁出去後生的孩子叫（男生）稱呼舅舅